# Aeroppia mariehammerae
Aeroppia mariehammerae är en kvalsterart som beskrevs av Subías et al. 2004. Aeroppia mariehammerae ingår i släktet Aeroppia och familjen Oppiidae. Inga underarter finns listade i Catalogue of Life.